# Trichosalpingus brunneus
Trichosalpingus brunneus es una especie de coleóptero de la familia Mycteridae.

## Distribución geográfica
Habita en Victoria (Australia).